# Muhedin Targaj
Muhedin Targaj (* 19. März 1955) ist ein ehemaliger albanischer Fußballnationalspieler.

## Laufbahn
Targajs aktive Spielerlaufbahn begann 1972 und endete 1987. In dieser Zeit spielte er für KS Dinamo Tirana, mit denen er fünf albanische Meistertitel holen konnte.
Targaj wurde in die albanische Fußballnationalmannschaft berufen, für die er, zeitweise auch als Mannschaftskapitän, 22 A-Länderspiele absolvierte und drei Tore erzielte.
Im Qualifikationsspiel gegen Deutschland am 30. März 1983 erzielte Targaj per Handelfmeter den albanischen Anschlusstreffer. Es war das erste albanische Tor gegen eine bundesdeutsche Auswahl überhaupt.
Nach Ende seiner Karriere arbeitete Targaj, unter anderem, als Manager von Dinamo Tirana von 2001 bis 2005.

## Erfolge
- Albanischer Meister: 1975, 1976, 1977, 1980, 1986
- Albanischer Pokalsieger: 1978, 1982